# Makko
Makko (* 15. Februar 1996 in Berlin; bürgerlich Christoph Makowski) ist ein deutscher Musiker aus Berlin.

## Leben und Karriere
Geboren in Berlin und aufgewachsen in Fürstenwalde/Spree, begann Makko mit zehn oder elf Jahren zu skaten. Durch die Veröffentlichung von Skatevideos seit 2014 auf Instagram trat er in Kontakt mit der Musikszene. Nach der Schule entschied er sich für eine Ausbildung zum Ergotherapeuten, die er zugunsten der Musik abbrach.
Seine erste Veröffentlichung war das 2019 erschienene Lied Kühlpack mit Comedian Vincent Pfäfflin alias Vini Paff. Als erstes Album veröffentlichte er im März 2020 Leb es oder lass es.
Neben seiner Solo-Karriere ist er Teil des Musikerkollektivs Bolo Boys mit den Künstlern Toobrokeforfiji, Sin Davis, Beslik Meister, Okfella und Loco Candy.
Nachdem Makko im Juni 2022 sein viertes Album veröffentlicht hatte, erreichte er im September mit seiner Zusammenarbeit mit Miksu und Macloud Nachts wach mit Platz eins erstmals eine Platzierung in den deutschen Singlecharts.

## Musikstil
Musikalisch orientiert er sich zwischen Hip-Hop und Cloud-Rap der New Wave. Makko distanziert sich vom kommerziellen Rap. Die Texte enthalten oft Verweise auf die Skatekultur, wie z. B. Switch Heels, Kickflips, ⁣das Game of Skate und das Thrasher Magazin. Der Jugendkanal Puls Musik und Fler beschreiben seine Besonderheit in der authentischen Vereinigung von Deutschrap und Skateboarding in seinen Musikvideos. In seinen Texten setzt er sich auch viel mit Themen seiner Generation wie Selbstzweifel, Drogenkonsum und Unsicherheiten auseinander und stellt unter anderem das System der Leistungsgesellschaft infrage.

## Diskografie
Alben
- 2020: Leb es oder lass es
- 2020: Aus dem Block, für den Block
- 2021: Leb es oder lass es 2
- 2022: Pass dich nie an, Pass auf dich auf
- 2023: Lieb mich oder lass es, Pt. 1
- 2024: Lieb mich oder lass es, Pt.1+2
- 2025: Im Glashaus mit Scheinen werfen

EPs
- 2021: Poesie gemischt mit Bier (mit Toobrokeforfiji)
- 2022: Pass dich nie an, pass auf dich auf
- 2025: Undercover (mit Miksu/Macloud)

Singles
- 2019: Kühlpack (mit Vini Paff)
- 2019: Trulysmoke
- 2019: Keiner
- 2019: Leb es oder lass es
- 2019: 2020 (mit Okfella)
- 2019: Melodien
- 2020: Hose weit (mit Vini Paff)
- 2020: Wein
- 2020: Switch Heel
- 2020: Fast jeden Tag
- 2020: Altbau Polar Pants (mit Toobrokeforfiji)
- 2020: 7er Stock
- 2020: Adlibs (mit Beslik Meister & Safecall777)
- 2020: Kalter Rauch (mit Okfella)
- 2020: Neue Tschick
- 2020: GX1000 (mit Toobrokeforfiji & Lugatti)
- 2021: 40 Stunden Woche (mit Toobrokeforfiji & Sin Davis)
- 2021: Grad mal ein Jahr
- 2021: Uno (mit Sadi)
- 2021: Souvenir (Industrie)
- 2021: Dieser eine Song den wir im Tesla gemacht haben (mit Bibiza)
- 2021: Bequem
- 2021: Zip Bag
- 2021: Nimmasatt (mit Eli Preiss & Prodbypengg)
- 2021: Morgen/Heute
- 2022: Dieselbe Leier
- 2022: Airpods
- 2022: Melodien 2
- 2022: Fratellis (mit Boloboys & Okfella feat. Toobrokeforfiji & Can mit Me$$r)
- 2022: Chanel Shades (mit Toobrokeforfiji & Beslik Meister)
- 2022: Nachts wach (mit Miksu/Macloud)
- 2022: Echt
- 2023: Pueblo
- 2023: P.S. (mit Miksu/Macloud)
- 2023: Dein Lügner
- 2023: Ich will (mit T-Low und Miksu/Macloud)
- 2023: 2 Baun (mit Boloboys, Loco Candy, Okfella, Prodbypengg & Toobrokeforfiji)
- 2023: Bessa (mit Beslik, Boloboys, Can mit Me$$r, Loco Candy, Okfella, Prodbypengg, Sin Davis, Souly, Toobrokeforfiji)
- 2023: Prio
- 2023: Gehweg (mit Boloboys, Okfella & Toobrokeforfiji)
- 2023: Peoplepleasing
- 2024: Ausreden
- 2024: Candlelights (#20 der deutschen Single-Trend-Charts am 16. Februar 2024[10])
- 2024: Theorie und Praxis (mit Souly; #8 der deutschen Single-Trend-Charts am 15. März 2024[11])
- 2024: Mr.Swag (mit Maikel; #20 der deutschen Single-Trend-Charts am 5. April 2024[12])
- 2024: Nimm mit (Paula Hartmann feat. Makko)
- 2024: Zickzack (mit Lucidbeatz)
- 2024: Nein sagen (mit Oddworld; #12 der deutschen Single-Trend-Charts am 2. August 2024[13])
- 2024: Jänner (mit Lucidbeatz; #6 der deutschen Single-Trend-Charts am 23. August 2024[14])
- 2024: Immer (Ski Aggu feat. Makko)
- 2024: Memos (Symba feat. Makko)
- 2024: Glaub nicht alles was du siehst (Ufo361 feat. Makko)
- 2025: L&W / Umarmung (mit OVE)
- 2025: Lichter aus (mit Miksu/Macloud)
- 2025: Sailor Moon (mit Eli Preiss)
- 2025: Streit (mit Miksu/Macloud)
- 2025: Im Glashaus mit Scheinen werfen (mit Lucidbeatz)

## Auszeichnungen für Musikverkäufe
Anmerkung: Auszeichnungen in Ländern aus den Charttabellen bzw. Chartboxen sind in ebendiesen zu finden.
| Land/RegionAuszeichnungen für Musikverkäufe (Land/Region, Auszeichnungen, Verkäufe, Quellen) | Gold | Platin  | Verkäufe | Quellen           |
| -------------------------------------------------------------------------------------------- | ---- | ------- | -------- | ----------------- |
| Deutschland (BVMI)                                                                           | —    | Platin1 | 400.000  | musikindustrie.de |
| Insgesamt                                                                                    | —    | Platin1 |          |                   |